# Talking Heads: 77
| 전문가 평가                   | 전문가 평가 |
| 평가 점수                     | 평가 점수   |
| 출처                          | 점수        |
| ----------------------------- | ----------- |
| AllMusic                      | [ 3 ]       |
| Chicago Tribune               | [ 4 ]       |
| Christgau's Record Guide      | A−          |
| Encyclopedia of Popular Music | [ 6 ]       |
| The Irish Times               | [ 7 ]       |
| Mojo                          | [ 8 ]       |
| Pitchfork                     | 8.6/10      |
| The Rolling Stone Album Guide | [ 10 ]      |
| Spin Alternative Record Guide | 9/10        |
| Uncut                         | [ 12 ]      |

《Talking Heads: 77》은 미국의 록 밴드 토킹 헤즈의 데뷔 음반이다. 1977년 4월 뉴욕 선드래곤 스튜디오에서 녹음되었으며 그해 9월 16일 사이어 레코드에 의해 발매되었다. 싱글 〈Psycho Killer〉는 빌보드 핫 100에서 92위에 올랐다.

## 레이블 및 데모
1975년 이 그룹이 아직 3인조였을 때 음반 레이블은 잠재적인 음반 거래를 위해 토킹 헤즈에 접근하기 시작했는데, 첫 번째는 토킹 헤즈가 CBGB에서 공연하는 것을 보고 데모 음반을 녹음하도록 초대했던 컬럼비아 레코드의 마크 스펙터였다. 다음은 버서클리 레코드의 매튜 카우프만이다. 카우프만은 3인조를 롱아일랜드 그레이트넥에 있는 K&K 스튜디오로 데려와 〈Artists Only〉, 〈Psycho Killer〉, 〈First Week〉, 〈Last Week〉가 수록된 3곡, 16곡 데모 테이프를 녹음했다. 카우프만은 그 결과에 만족했지만, 밴드는 녹음 스튜디오에 재진입하기 전에 대폭적인 개선이 필요하다고 느꼈다. 이 그룹은 또한 컬럼비아 데모곡을 아리스타 레코드로 보냈으나, 몇 주 후 드러머 크리스 프란츠가 밥 필든에게 전화를 걸었을 때, 그는 그 테이프가 분실되었다고 주장했다.
1975년 11월, 사이어 레코드의 대표인 세이모어 스타인은 라몬스를 위해 토킹 헤즈를 여는 소리를 들었다. 그는 〈Love → Building on Fire〉라는 곡을 좋아했고, 다음날 음반 계약을 제안했지만, 그룹은 여전히 스튜디오 능력에 대해 확신하지 못했으며, 그들의 사운드를 향상시킬 키보디스트는 물론 두 번째 기타리스트를 원했다. 그들은 그들이 더 자신감을 느낄 때 그에게 알려주곤 했다.
한 달 후, CBGB에서 토크 헤드 쇼를 몇 차례 본 루 리드는 이 3인조를 뉴욕 아파트로 초대했고, 그는 이 그룹의 행동을 비판하기 시작했으며, 그들에게 원래 빠르고 저급했던 〈Tentative Decisions〉을 늦추라고 말했다. 리드는 또한 데이비드 번에게 털이 많은 팔을 숨기기 위해 무대에서 절대 반팔을 입지 말 것을 제안했다. 현지 식당에서 아침식사를 하면서 그는 그룹의 첫 음반을 프로듀싱하고, 매니저인 조니 포델에게 그들을 소개하고 싶다고 말했다. 같은 날 포델은 3인조에게 전화를 걸어 자신의 사무실에서 만났고, 그곳에서 즉시 그들에게 음반 계약을 제의했다. 이 단체는 프란츠의 아버지에게 알려진 피터 파처 변호사를 구했다.
다음날, 그 3인조는 파처의 사무실을 방문했다. 파처는 그의 파트너인 앨런 슐먼에게 계약서를 검토해 달라고 요청했다. 슐먼은 이 그룹에 서명하지 말라고 말했다. 그렇지 않으면 리드와 포델이 음반에 대한 권리를 소유하고 모든 이익을 챙길 것이다. 토킹 헤즈는 거래를 거절했지만 리드와의 관계를 존중했다.
1976년 8월경 크리스 프란츠는 모던 러버스 출신의 베이시스트 어니 브룩스로부터 제리 해리슨이라는 번호를 받았다. 브룩스는 해리슨이 훌륭한 키보디스트일 뿐만 아니라 두 가지 니즈를 모두 포괄하는 훌륭한 기타리스트였다고 프란츠에게 장담했다. 프란츠가 전화를 걸었을 때, 해리슨은 오리지널 모던 러버스의 종말로 아직도 불타오르고 있고, 하버드 대학원에 막 입학한 후, 새로운 밴드에 가입하는 것에 대해 확신이 없었다. 하지만 몇몇 레이블들이 그 그룹에 관심을 가졌다는 소식을 들은 후, 그는 그 그룹의 연주를 생방송으로 듣기로 동의했다. 프란츠는 매사추세츠주 케임브리지에서 가까운 곳에서 콘서트를 예약했다. 그룹이 공연을 시작했을 때, 그들은 해리슨이 어디에도 보이지 않는 것을 발견했지만, 마침내 그가 무대 중간에서 진지하게 밴드를 관찰하는 것을 보게 되었고, 불쾌해 보였다. 쇼가 끝난 후, 프란츠는 해리슨에게 그가 어떻게 생각했는지 물었다. 해리슨은 다음 날까지도 이 쇼에 감명받지 못했다며 대답을 하지 않았지만 흥미를 느꼈다. 그는 뉴욕에서 잼을 만들고 싶다고 말했으며, 그들이 음반 계약을 성사시킬 때까지 공식적으로 합류하지 않을 것이라고 말했다.
9월 말 이 그룹은 다시 사이어 레코드를 고려하기 시작했고, 라몬스의 감독인 대니 필즈에게 조언을 구했다. 필즈는 레코드 레이블의 정상적인 결점을 가지고 있음에도 불구하고 사이어를 칭찬했다. 11월 1일, 이 트리오는 슐먼의 사무실에서 다시 세이모어 스타인을 만났고, 사이어와 음반 계약을 체결하여, 이 트리오가 그들의 전업 경력으로 음악을 만들 수 있도록 허락했다.

## 곡 목록
모든 곡들은 특별한 언급이 없는 한 데이비드 번에 의해 작사/작곡하였다.
| #  | 제목                          | 재생 시간 |
| -- | ----------------------------- | --------- |
| 1. | 〈Uh-Oh, Love Comes to Town〉 | 2:48      |
| 2. | 〈New Feeling〉               | 3:09      |
| 3. | 〈Tentative Decisions〉       | 3:04      |
| 4. | 〈Happy Day〉                 | 3:55      |
| 5. | 〈Who Is It?〉                | 1:41      |
| 6. | 〈No Compassion〉             | 4:47      |

| #  | 제목                                 | 작사·작곡                        | 재생 시간 |
| -- | ------------------------------------ | -------------------------------- | --------- |
| 1. | 〈The Book I Read〉                  |                                  | 4:06      |
| 2. | 〈Don't Worry About the Government〉 |                                  | 3:00      |
| 3. | 〈First Week/Last Week… Carefree〉   |                                  | 3:19      |
| 4. | 〈Psycho Killer〉                    | 번, 크리스 프란츠, 티나 웨이머스 | 4:19      |
| 5. | 〈Pulled Up〉                        |                                  | 4:29      |

| #   | 제목                                 | 작사·작곡            | 재생 시간 |
| --- | ------------------------------------ | -------------------- | --------- |
| 12. | 〈Love → Building on Fire〉          |                      | 3:00      |
| 13. | 〈I Wish You Wouldn't Say That〉     |                      | 2:39      |
| 14. | 〈Psycho Killer (Acoustic Version)〉 | 번, 프란츠, 웨이머스 | 4:20      |
| 15. | 〈I Feel It in My Heart〉            |                      | 3:15      |
| 16. | 〈Sugar on My Tongue〉               |                      | 2:36      |